# Bartoszówka (Krężnica Jara)
Bartoszówka – część wsi Krężnica Jara, położonej w Polsce, w województwie lubelskim, w powiecie lubelskim, w gminie Niedrzwica Duża.
W latach 1975–1998 miejscowość należała do województwa lubelskiego.
Wierni Kościoła rzymskokatolickiego należą do parafii św. Floriana w Krężnicy Jarej.